# Radasłaŭ Astroŭski
Radasłau Astroŭski, in bielorusso Радасла́ў Казі́міравіч Астро́ўскі?, in Polacco: Radosław Ostrowski, in russo Радосла́в Казими́рович Остро́вский? (Minsk, 25 ottobre 1887 – Benton Harbor, 17 ottobre 1976), è stato un politico bielorusso ed è stato presidente del Consiglio Centrale Bielorusso dal 1941 al 1944 durante la Seconda guerra mondiale.

## Biografia

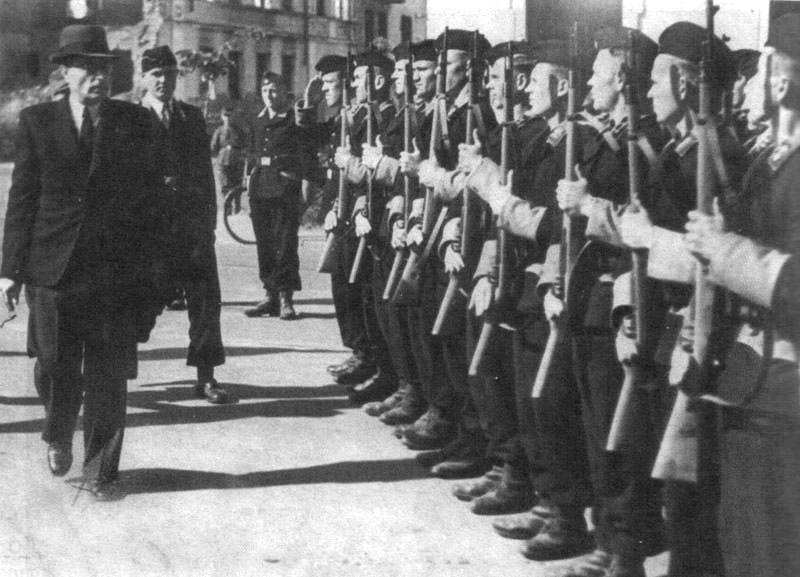
Radasłau Astroŭski (in abiti scuri) mentre passa in rassegna alcuni poliziotti

Astrouski lavora come insegnante a Częstochowa e Minsk. È stato ministro dell'istruzione Repubblica Popolare Bielorussa. Dopo lo scioglimento della Repubblica, si arruolò nell'Armata bianca, per combattere contro i bolscevichi. Per la sua appartenenza all'Unione dei contadini e dei lavoratori bielorussi, fu arrestato dai polacchi.
Nel 1941 andò a Minsk per cooperare con i tedeschi e lavorare nell'amministrazione civile. Fu sindaco di Smolensk e successivamente fu nominato dalle Schutzstaffel presidente del nuovo governo. Chiese a Curt von Gottberg di poter stabilire un nuovo stato con un esercito e un Congresso. Il 1º marzo 1943 fu proclamato il Consiglio Centrale Bielorusso. Poco dopo fu fondata la Guardia Nazionale Bielorussa. Ma il consiglio era sotto il controllo dei tedeschi e aveva poca influenza. Verso la fine della guerra, Astrouski fuggì davanti all'Armata Rossa e riparò a Langenfeld in Germania. Nel 1956 emigrò negli Stati Uniti e visse a South River, dove morì nel 1976.